# Доншино (Торжокский район)
Доншино — деревня в  Торжокском районе Тверской области России. Входит в состав Марьинского сельского поселения.

## География
Деревня находится в центральной части региона, в зоне хвойно-широколиственных лесов, в пределах восточной оконечности Валдайской возвышенности, при автодороге 28Н-1767, в 5 км к югу от села Марьино. В 3 км к востоку от деревни — посёлок Зелёный.

### Климат
Климат характеризуется как умеренно континентальный, влажный, с морозной зимой и умеренно тёплым летом. Среднегодовая температура воздуха — 3,9 °C. Средняя температура воздуха самого холодного месяца (января) — −10,2 °C; самого тёплого месяца (июля) — 16,9 °C. Вегетационный период длится около 169 дней. Годовое количество атмосферных осадков составляет около 575—600 мм, из которых большая часть выпадает в тёплый период. Снежный покров держится в течение 135 −140 дней. Среднегодовая скорость ветра варьирует в пределах от 3,1 до 4,1 м/с.

## История
Во второй половине XIX — начале XX века деревня Доншино относилась к Раевскому приходу Марьинской волости Новоторжского уезда.
В 1940 году деревня в составе Доншинского сельсовета Медновского района Калининской области, в ней 32 двора.

## Население
| 2010 |
| ---- |
| 0    |

### Историческая численность населения
В 1884 году — 30 дворов, 157 жителей.
В 1996 году в деревне Доншино числилось 3 хозяйства, 4 жителя; в 2008 году — 2 жителя. К 2010 году постоянных жителей не осталось.

## Транспорт
Деревня доступна автотранспортом.